# أنس أبو رحمة
أنس أبو رحمة (من مواليد 1985 في مدينة رام الله بفلسطين) هو شاعر وكاتب للأطفال والفتيان. صدر له في الشعر ديوان حجاب، وصدر له في الرواية للفتيان «نزل الذرة الصفراء» و«ذاهبون إلى» كما له العديد من الكتب للأطفال منها «أحمر» و«خروف وصوف» و«حارة مرّو» و«جائعون جدا» وغيرها، كما يكتبُ مقالات متفرقة في عددٍ من المواقع على الإنترنت.

## المسيرة المهنيّة
بدأ أنس مسيرتهُ المهنيّة في مناطق فلسطينية كالأغوار والتجمعات البدوية على تشجيع عادة القراءة ومساعدة الأطفال على تطوير أدواتهم في التعبير عن أنفسهم، كما عملَ مع معلمين وأمهات في كيفية توظيف أدب الأطفال في مدارسهم وأسرهم، وكتب حلقات عديدة لبرامج تلفزيونية للأطفال.

## الجوائز
ترشّحت روايةُ أنس التي صدرت تحت عنوان «نزل الذرة الصفراء» ضمن القائمة القصيرة لأدب الفتيان في جائزة الاتصالات عام 2015، كما نال عن نفس الرواية جائزة ملتقى الناشرين العرب كأفضل عمل لليافعين عام 2016، ثمّ فاز الكاتب الفلسطيني بجائزة اتصالات لكتاب الطفل في دورتها الحادية عشرة التي أُعلن عنها خلال افتتاح معرض الشارقة الدولي للكتاب في 30 تشرين الأول/أكتوبر 2019 وذلك عن قصته المصورة الصادرة عن الدار الأهلية للنشر والتوزيع في العاصمة الأردنية عمّان «قصة عن س ول». ونال في العام 2022 جائزة " اتصالات لكتاب الطفل" عن رواية "سأبداً الأن هل تسمعينني" في معرض الشارقة الدولي.

## قائمة أعماله
هذه قائمةٌ بأبرز أعمال أنس أبو رحمة:
الشعر
- ديوان حجاب[10]

روايات
- نزل الذرة الصفراء[11]
- ذاهبون إلى [12]

قصص للأطفال
- أحمر[13]
- خروف وصوف[14]
- حارة مرّو[15]
- جائعون جدا[16]
- سأبدأ الأن هل تسمعينني[17]